# Casson
Casson es una comuna francesa situada en el departamento de Loira Atlántico, en la región de Países del Loira.

## Demografía
| 690 | 647 | 608 | 974 | 1202 | 1320 | 2540 |
| Para los censos de 1962 a 1999 la población legal corresponde a la población sin duplicidades (Fuente: INSEE [Consultar]) |     |     |     |      |      |      |